# Quintus Lucretius Ofella
Quintus Lucretius Ofella († 81 v. Chr. in Rom) war ein römischer Offizier unter Sulla, der von diesem hingerichtet wurde.

Ofella war Ritter. Während des Bürgerkrieges war er zuerst Marianer, ging aber später auf die Seite Sullas über. Nachdem er das von Marius gehaltene Praeneste bei Sullas zweitem Marsch auf Rom erobert hatte, bewarb er sich um das Konsulat. Sulla verbot ihm die Kandidatur jedoch aufgrund der von ihm erlassenen Reformen. Demnach durfte 

„… keiner mehr Praetor werden, ehe er nicht Quaestor gewesen war, und das Konsulat bekleiden, bevor er die Praetur versehen hatte. [Sulla] verbot auch das gleiche Amt vor Ablauf einer Frist von zehn Jahren wieder zu übernehmen.“

Ofella kam dennoch auf den Marktplatz, um sich der Wahl zu stellen. Sulla schickte daraufhin einen Zenturio seiner Umgebung und ließ den Mann totschlagen. Sulla selbst saß auf einem Podium und schaute dem Mord von oben zu (Plutarch, Sulla 33).
Sulla soll seinen Befehl zum Mord mit den Worten gerechtfertigt haben:

„Wisset, ihr Männer, und hört es von mir: Ich habe Lucretius hinrichten lassen, weil er mir den Gehorsam verweigerte! Flöhe bissen einen Bauern beim Pflügen. Zweimal ließ er seinen Pflug ruhen und versuchte sie aus seinem Hemd zu schütteln. Als sie ihn jedoch wieder bissen, verbrannte er sein Hemd, um nicht wiederholt in seiner Arbeit gestört zu werden. Und ich warne diejenigen, die zweimal unterlegen sind, dass nicht das dritte Mal Feuer nötig wird.“